# 捷途旅行者

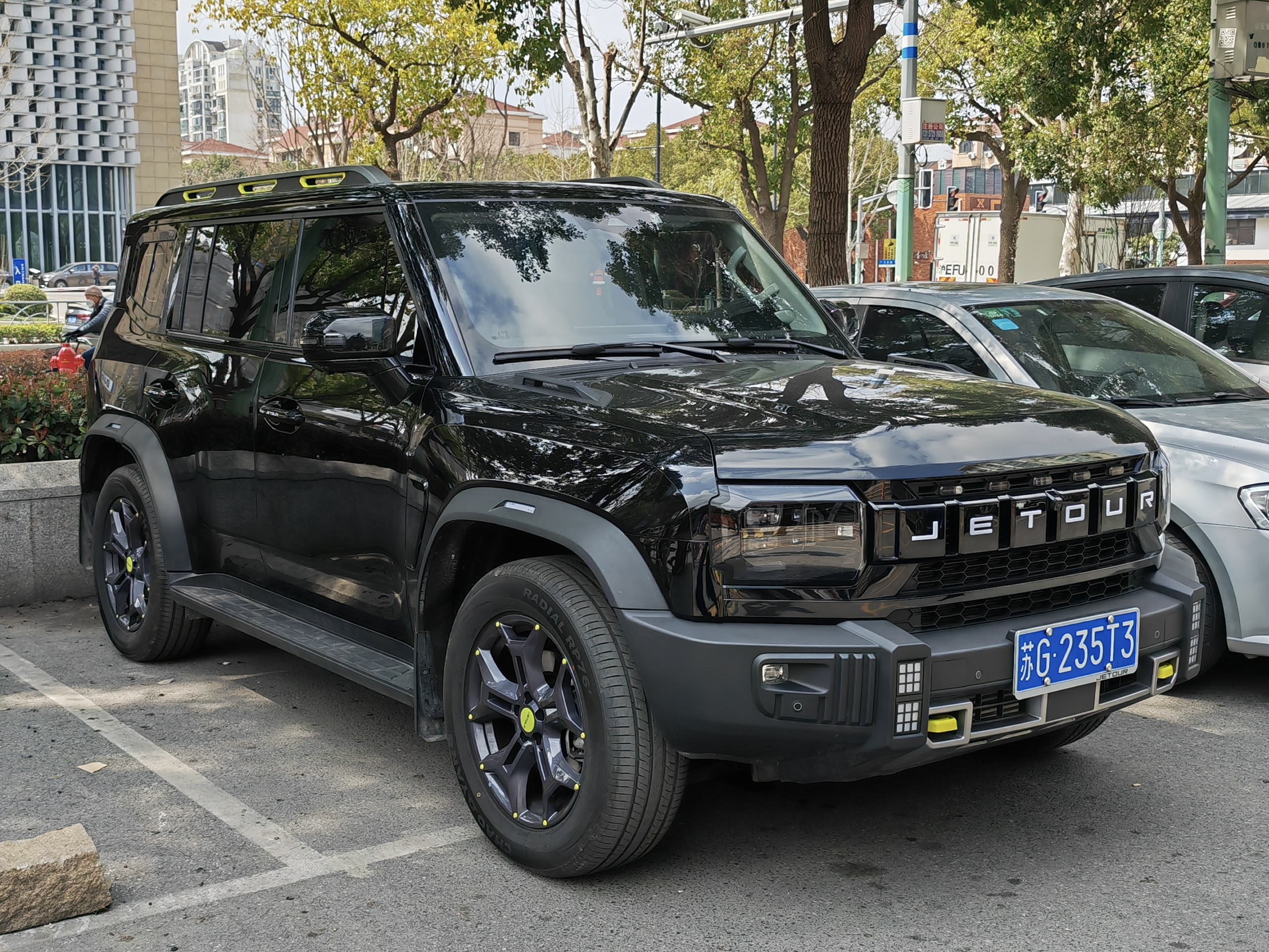
捷途旅行者

捷途旅行者是捷途汽車推出的运动型多用途车，2023年9月在中国上市销售。
捷途旅行者由前保时捷设计师Hakan Saracoglu设计。捷途旅行者具有越野能力，接近角为28度，离去角为30度。它配备了博格华纳的扭矩管理器和电子限滑差速器。该车前悬架采用的是麥弗遜懸吊。 
捷途山海T2是捷途旅行者的插電式混合動力版。  2024年4月在中国开启预售。 